# Jean Dulac
Jean Hector Dulac (Huissignies, 3 maart 1920 - Aat, 13 september 2008) was een Belgisch senator en burgemeester.

## Levensloop
Dulac werd vakbondsafgevaardigde in de fabriek waar hij werkte en vocht in 1940 mee tijdens de Achttiendaagse Veldtocht.
Voor de PSB en vervolgens de PS was hij van 1946 tot 1988 gemeenteraadslid van Beloeil, waar hij van 1959 tot 1982 burgemeester was. De laatste zes jaar van zijn lokale politieke carrière zetelde hij als raadslid in de oppositie. In oktober 1988 stelde Dulac zich niet meer kandidaat.
Daarnaast was Dulac bijna twintig jaar actief in de nationale politiek. In januari 1963 volgde hij Simon Flamme op als provinciaal senator voor Henegouwen, wat hij bleef tot in 1965. Vervolgens zetelde Dulac van 1965 tot 1981 in de Senaat als rechtstreeks gekozen senator voor het arrondissement Doornik-Aat-Moeskroen. In de Senaat was hij tussen 1974 en 1981 quaestor. Door het toen bestaande dubbelmandaat zetelde hij van 1971 tot 1980 ook in de Cultuurraad voor de Franse Cultuurgemeenschap, van 1974 tot 1977 in de voorlopige Waalse Gewestraad en van 1980 tot 1981 in de Waalse Gewestraad en de Franse Gemeenschapsraad.